# Posgrado

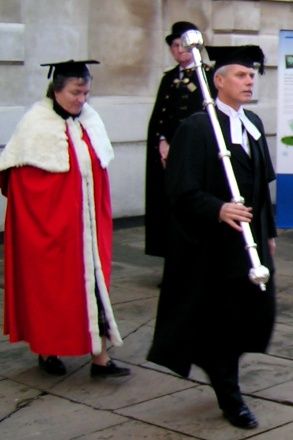
Graduación en la Universidad de Cambridge

Estudios de posgrado o postgrado (término procedente del latín; el prefijo post equivale a ‘después’, y el verbo graduari equivalente a ‘graduar’) corresponde al ciclo de estudios de especialización que se cursa tras el título de grado. Comprende los estudios de especialización profesional, postítulos y programas conducentes a un nuevo grado académico como el de maestría (también denominados máster o magíster) y programas de doctorado. Además de los estudios propiamente dichos, se puede incluir la investigación posdoctoral y los cursos de especialización dentro de este ámbito académico. Se trata de un nivel educativo que forma parte del tipo superior con el fin de fomentar las actividades de investigación y la actualización de los contenidos universitarios, además de la especialización del conocimiento. Tienen como antecedente obligatorio los estudios de pregrado, y solo se puede acceder a ellos tras la obtención del grado.
Las características de los cursos dependen de cada país o institución. Hay cursos de posgrado que duran apenas un bimestre, mientras que otros pueden extenderse por más de un año

## España
En España, estos estudios están actualmente regulados por el Real Decreto 56/2005, de 21 de enero de 2005. Los estudios de posgrado son las titulaciones de máster y doctorado.
Las titulaciones de posgrado oficiales cuentan con el reconocimiento y la acreditación del Ministerio de Educación de España. Estos programas siguen los estándares y criterios establecidos por el Espacio Europeo de Educación Superior (EEES). Se puede comprobar si una titulación es oficial en España en el registro de universidades, centros y títulos (RUCT).

## Distinción
Generalmente las Universidades utilizan la institución del Doctorado Honoris Causa, como medio de distinción para personas cuyas contribuciones en áreas de competencia de la Universidad ameriten, a juicio de un determinado jurado, el reconocimiento honorífico del título honorífico de Doctor, aunque no hayan realizado (o culminado) sus estudios en esas casas, o en ninguna en particular.